# 秋田肥季
秋田 肥季（あきた ともすえ）は、江戸時代後期から末期の大名。陸奥国三春藩の第10代藩主。秋田家第12代当主。第9代藩主・秋田孝季の長男。
文政12年（1829年）12月16日、従五位下信濃守に叙任する。天保3年（1832年）3月23日、父孝季の隠居により家督を継いだ。元治元年（1864年）4月10日、幕府から日光山の守備を命じられた。
慶応元年（1865年）に死去した。公式上での享年は56。家督は次男の映季が継いだ。

## 系譜
父母
- 秋田孝季（父）

正室
- 儕 ー 池田斉訓の養女、池田道一の娘

子女
- 秋田映季（次男）